# Bogodar Winid

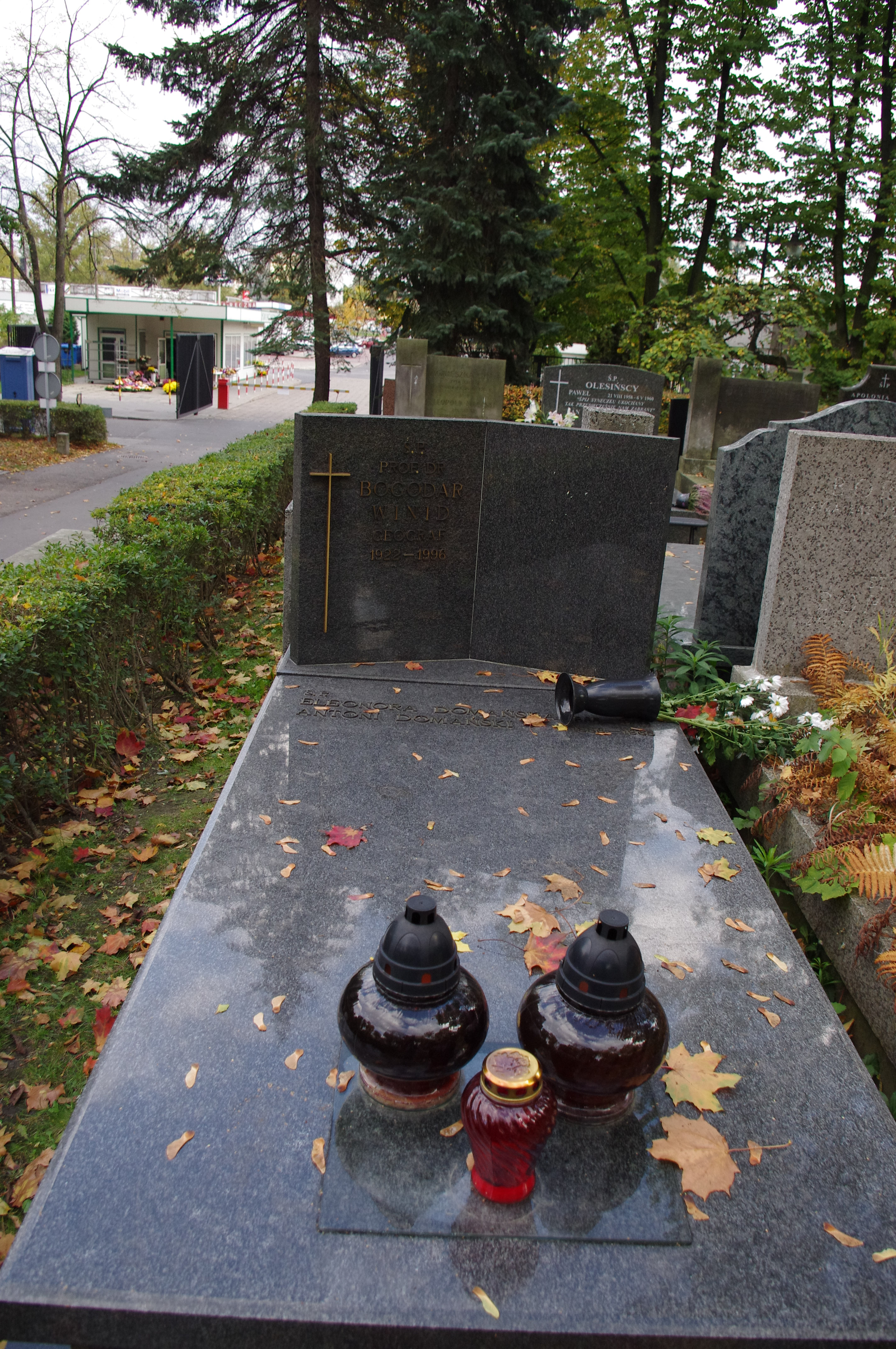
Grób geografa Bogodara Winida na Cmentarzu Wojskowym na Powązkach w Warszawie

Bogodar Winid (ur. 25 maja 1922 w Brzezinach, zm. 14 grudnia 1996 w Warszawie) – polski geograf i kartograf. Syn znanego geografa Walentego Winida, konsula Polski w Chicago. Ukończył studia geograficzne na Uniwersytecie Jagiellońskim w 1947 i studia konsularne w krakowskiej Akademii Handlowej w 1948. W 1963 otrzymał stopień doktora, a w 1971 profesora nadzwyczajnego. 
Był jednym z organizatorów Instytutu Geograficznego Uniwersytetu Warszawskiego, następnie pracował na Uniwersytecie Wrocławskim, a w latach 1964-1969 wykładał w Addis Abebie. Po powrocie do Polski ponownie pracował na Uniwersytecie Warszawskim jako dyrektor Studium Afrykanistycznego. W latach 1977–1980 był kierownikiem Katedry Kartografii. Od 1980 do 1986 był ekspertem ONZ w zakresie kartografii tematycznej w Bangladeszu, a następnie w Jemenie Południowym. Po powrocie do Polski został dyrektorem Instytutu Krajów Rozwijających się.
Wśród ponad 150 publikacji, ponad 40 dotyczyło kartografii. Opracował również kilkadziesiąt map i atlasów.
Odznaczony Srebrnym Krzyżem Zasługi (1954).
Pochowany na Cmentarzu Wojskowym na Powązkach w Warszawie (kwatera A dodane, rząd 5, miejsce 9).